# Handball-Gauliga Baden
Die Handball-Gauliga Baden (1939–1941: Handball-Bereichsklasse Baden) war eine der obersten deutschen Feldhandball-Ligen in der Zeit des Nationalsozialismus. Sie bestand von 1933 bis 1945.

## Geschichte
Vorgänger der Handball-Gauliga Baden war die Süddeutsche Feldhandball-Meisterschaft, welche vom Süddeutschen Fußball- und Leichtathletik-Verband (SFuLV) ausgetragen wurde. Dessen Sieger qualifizierte sich für die von der Deutsche Sportbehörde für Leichtathletik organisierte Deutsche Feldhandballmeisterschaft. Im Zuge der Gleichschaltung wurden der SFuLV und die anderen bestehenden regionalen Feldhandball-Verbände in Deutschland wenige Monate nach der Machtübernahme der Nationalsozialisten im Jahre 1933 aufgelöst. An deren Stelle traten anfangs 16 Handball-Gauligen, deren Sieger sich für die nun vom Nationalsozialistischen Reichsbund für Leibesübungen organisierte Deutsche Feldhandballmeisterschaft qualifizierten. Das Verbandsgebiet des SFuLV wurde dabei aufgeteilt, Vereine aus der Baden spielten fortan in der gleichnamigen Gauliga.
Die Feldhandball-Gauliga Baden startete 1933 mit zehn teilnehmenden Mannschaften. Kriegsbedingt wurde die Gauliga zur Spielzeit 1939/40 auf drei Staffeln erweitert. Der SV Waldhof Mannheim dominierte die Gauliga und gewann sämtliche ausgespielte Gaumeisterschaften bis 1944. Auch bei den Deutschen Feldhandballmeisterschaften gehörte Mannheim zu den stärkeren Vereinen, 1937 und 1942 wurde jeweils das Finale erreicht. Zu einem Gewinn der Deutschen Feldhandball-Meisterschaft reichte es jedoch nicht.
Spätestens mit Kapitulation Deutschlands 1945 wurden alle bestehenden Sportvereine aufgelöst und die Gauliga hörte auf zu existieren. Erst 1948 gab es dann wieder eine überregionale Handball-Meisterschaft.

## Meister der Handball-Gauliga Baden 1934–1944
| Saison  | Meister Gauliga Baden | Abschneiden deutsche Meisterschaft | Deutscher Meister     |
| ------- | --------------------- | ---------------------------------- | --------------------- |
| 1933/34 | SV Waldhof Mannheim   | Zwischenrunde                      | Polizei SV Darmstadt  |
| 1934/35 | SV Waldhof Mannheim   | Halbfinale                         | Polizei SV Magdeburg  |
| 1935/36 | SV Waldhof Mannheim   | Gruppendritter Gruppe 4            | MSV Hindenburg Minden |
| 1936/37 | SV Waldhof Mannheim   | Finale                             | MTSA Leipzig          |
| 1937/38 | SV Waldhof Mannheim   | Halbfinale                         | MTSA Leipzig          |
| 1938/39 | SV Waldhof Mannheim   | Gruppenzweiter Gruppe 4            | MTSA Leipzig          |
| 1939/40 | SV Waldhof Mannheim   | Halbfinale                         | Lintforter SpV        |
| 1940/41 | SV Waldhof Mannheim   | Zwischenrunde                      | SV Polizei Hamburg    |
| 1941/42 | SV Waldhof Mannheim   | Finale                             | SG OrPo Magdeburg     |
| 1942/43 | SV Waldhof Mannheim   | Halbfinale                         | SG OrPo Hamburg       |
| 1943/44 | SV Waldhof Mannheim   | Vorrunde                           | SG OrPo Berlin        |

## Rekordmeister
Rekordmeister der Gauliga Baden ist der SV Waldhof Mannheim, der sämtliche Gaumeisterschaften gewinnen konnte.
|  | Verein              | Titel | Jahr                                                             |
|  | ------------------- | ----- | ---------------------------------------------------------------- |
|  | SV Waldhof Mannheim | 11    | 1934, 1935, 1936, 1937, 1938, 1939, 1940, 1941, 1942, 1943, 1944 |

## Tabellen

### 1933/34
| Pl. | Verein               | Sp. | Tore    | Punkte |
| --- | -------------------- | --- | ------- | ------ |
| 1.  | SV Waldhof Mannheim  | 18  | 171:520 | 35–10  |
| 2.  | TV 1847 Ettlingen    | 18  | 101:117 | 23–13  |
| 3.  | TSV Nußloch          | 18  | 103:105 | 21–15  |
| 4.  | Phönix Mannheim      | 18  | 095:820 | 20–16  |
| 5.  | VfR Mannheim         | 18  | 121:101 | 18–18  |
| 6.  | Turngemeinde Ketsch  | 17  | 096:930 | 17–17  |
| 7.  | MFC 08 Lindenhof     | 17  | 083:970 | 16–18  |
| 8.  | TV Hockenheim        | 18  | 070:980 | 16–20  |
| 9.  | Polizei SV Karlsruhe | 18  | 100:136 | 10–26  |
| 10. | Turnerbund Durlach   | 18  | 052:138 | 02–34  |

| Legende |                                                           |
|         | Qualifikation Deutsche Feldhandball-Meisterschaft 1933/34 |
|         | Absteiger                                                 |

### 1934/35
| Pl. | Verein                  | Sp. | Tore    | Punkte |
| --- | ----------------------- | --- | ------- | ------ |
| 1.  | SV Waldhof Mannheim (M) | 18  | 169:590 | 34–20  |
| 2.  | Turngemeinde Ketsch     | 18  | 136:760 | 28–80  |
| 3.  | VfR Mannheim            | 18  | 109:840 | 25–11  |
| 4.  | TSV Nußloch             | 18  | 132:910 | 19–17  |
| 5.  | TV 1862 Weinheim (N)    | 18  | 101:910 | 18–18  |
| 6.  | TV 1847 Ettlingen       | 18  | 087:154 | 14–22  |
| 7.  | Phönix Mannheim         | 18  | 086:105 | 14–22  |
| 8.  | MFC 08 Lindenhof        | 18  | 088:140 | 13–23  |
| 9.  | TV 1884 Beiertheim (N)  | 18  | 106:152 | 10–26  |
| 10. | TV Hockenheim           | 18  | 049:111 | 05–31  |

| Legende |                                                           |
|         | Qualifikation Deutsche Feldhandball-Meisterschaft 1934/35 |
|         | Absteiger                                                 |
| (M)     | Titelverteidiger                                          |
| (N)     | Aufsteiger                                                |

### 1935/36
| Pl. | Verein                   | Sp.           | Tore          | Punkte        |
| --- | ------------------------ | ------------- | ------------- | ------------- |
| 1.  | SV Waldhof Mannheim (M)  | 12            | 146:370       | 23–10         |
| 2.  | Turngemeinde Ketsch      | 12            | 097:580       | 17–70         |
| 3.  | TV 1898 Seckenheim (N)   | 12            | 073:750       | 13–11         |
| 4.  | VfR Mannheim             | 12            | 071:960       | 11–13         |
| 5.  | TV 1862 Weinheim         | 12            | 080:102       | 08–16         |
| 6.  | TSV Nußloch              | 12            | 059:106       | 06–18         |
| 7.  | TV 1847 Ettlingen        | 12            | 053:108       | 06–18         |
| 8.  | Polizei SV Karlsruhe (N) | zurückgezogen | zurückgezogen | zurückgezogen |

| Legende |                                                           |
|         | Qualifikation Deutsche Feldhandball-Meisterschaft 1935/36 |
|         | Absteiger                                                 |
| (M)     | Titelverteidiger                                          |
| (N)     | Aufsteiger                                                |

### 1936/37
| Pl. | Verein                  | Sp. | Tore    | Punkte |
| --- | ----------------------- | --- | ------- | ------ |
| 1.  | SV Waldhof Mannheim (M) | 18  | 192:640 | 34–20  |
| 2.  | TV Rot am See (N)       | 18  | 138:920 | 30–60  |
| 3.  | Turngemeinde Ketsch     | 18  | 118:780 | 26–10  |
| 4.  | VfR Mannheim            | 18  | 118:920 | 21–15  |
| 5.  | TV 1898 Seckenheim      | 18  | 090:880 | 14–22  |
| 6.  | TSV Nußloch             | 18  | 108:136 | 14–22  |
| 7.  | TSV 1895 Oftersheim (N) | 18  | 095:134 | 12–24  |
| 8.  | TV 1862 Weinheim        | 18  | 106:156 | 12–24  |
| 9.  | TV 1847 Ettlingen       | 18  | 088:150 | 11–25  |
| 10. | SC Freiburg (N)         | 18  | 089:152 | 06–30  |

| Legende |                                                           |
|         | Qualifikation Deutsche Feldhandball-Meisterschaft 1936/37 |
|         | Absteiger                                                 |
| (M)     | Titelverteidiger                                          |
| (N)     | Aufsteiger                                                |

### 1937/38
| Pl. | Verein                  | Sp.           | Tore          | Punkte        |
| --- | ----------------------- | ------------- | ------------- | ------------- |
| 1.  | SV Waldhof Mannheim (M) | 16            | 158:410       | 32–00         |
| 2.  | Turngemeinde Ketsch     | 15            | 123:510       | 22–80         |
| 3.  | VfR Mannheim            | 16            | 099:104       | 18–14         |
| 4.  | TV 1862 Weinheim        | 16            | 097:115       | 16–16         |
| 5.  | TV 1898 Seckenheim      | 16            | 086:980       | 15–17         |
| 6.  | TSV 1895 Oftersheim     | 15            | 084:101       | 15–15         |
| 7.  | Freiburger FC (N)       | 14            | 068:109       | 09–19         |
| 8.  | TV Rot am See           | 14            | 056:960       | 06–22         |
| 9.  | TV Hockenheim (N)       | 16            | 061:117       | 05–27         |
| 10. | TSV Nußloch             | zurückgezogen | zurückgezogen | zurückgezogen |

| Legende |                                                           |
|         | Qualifikation Deutsche Feldhandball-Meisterschaft 1937/38 |
|         | Absteiger                                                 |
| (M)     | Titelverteidiger                                          |
| (N)     | Aufsteiger                                                |

### 1938/39
| Pl. | Verein                               | Sp. | Tore    | Punkte |
| --- | ------------------------------------ | --- | ------- | ------ |
| 1.  | SV Waldhof Mannheim (M)              | 18  | 170:420 | 33–30  |
| 2.  | Turngemeinde Ketsch                  | 18  | 194:650 | 33–30  |
| 3.  | VfR Mannheim                         | 17  | 143:109 | 22–12  |
| 4.  | Freiburger FC                        | 17  | 141:126 | 19–15  |
| 5.  | TV 1862 Weinheim                     | 18  | 128:135 | 19–17  |
| 6.  | TV 1898 Seckenheim                   | 18  | 113:130 | 13–23  |
| 7.  | Turnerschaft Durlach (N)             | 16  | 090:153 | 11–21  |
| 8.  | Freiburger Turnerschaft von 1844 (N) | 18  | 096:170 | 11–25  |
| 9.  | TV Germania Leutershausen (N)        | 18  | 078:121 | 08–28  |
| 10. | TSV 1895 Oftersheim                  | 18  | 067:169 | 07–29  |

| Legende |                                                           |
|         | Qualifikation Deutsche Feldhandball-Meisterschaft 1938/39 |
|         | Absteiger                                                 |
| (M)     | Titelverteidiger                                          |
| (N)     | Aufsteiger                                                |

### 1939/40
| Pl. | Verein                     | Sp. | Tore    | Punkte |
| --- | -------------------------- | --- | ------- | ------ |
| 1.  | SV Waldhof Mannheim (M)    | 14  | 109:580 | 23–50  |
| 2.  | Post SV Mannheim (N)       | 14  | 152:900 | 20–80  |
| 3.  | Turngemeinde Ketsch        | 14  | 099:810 | 19–90  |
| 4.  | VfR Mannheim               | 14  | 100:100 | 16–12  |
| 5.  | TV 1862 Weinheim           | 14  | 082:850 | 15–13  |
| 6.  | Reichsbahn SG Mannheim (N) | 13  | 079:107 | 10–14  |
| 7.  | TV 1898 Seckenheim         | 13  | 060:122 | 05–21  |
| 8.  | TV 1892 Friedrichsfeld (N) | 14  | 061:100 | 02–22  |

| Pl. | Verein                      | Sp. | Tore    | Punkte |
| --- | --------------------------- | --- | ------- | ------ |
| 1.  | TS 1884 Beiertheim (N)      | 9   | 090:410 | 18–00  |
| 2.  | TSV 1896 Rintheim (N)       | 9   | 109:460 | 16–20  |
| 3.  | Reichsbahn SG Karlsruhe (N) | 9   | 072:460 | 13–50  |
| 4.  | TS 1861 Mühlburg (N)        | 8   | 063:500 | 10–60  |
| 5.  | Turnerschaft Durlach        | 9   | 060:720 | 08–10  |
| 6.  | TV 1890 Grötzingen (N)      | 9   | 069:114 | 06–12  |
| 7.  | Post SV Karlsruhe (N)       | 9   | 046:610 | 05–13  |
| 8.  | TV Linkenheim 1901 (N)      | 9   | 043:720 | 05–13  |
| 9.  | Karlsruher TV 1846 (N)      | 9   | 054:770 | 04–14  |
| 10. | VfL Grünwinkel (N)          | 8   | 046:730 | 03–13  |

| Pl. | Verein               | Sp.           | Tore          | Punkte        |
| --- | -------------------- | ------------- | ------------- | ------------- |
| 1.  | Freiburger FC        | 6             | 36:19         | 8–4           |
| 2.  | FT 1844 Freiburg     | 6             | 31:28         | 6–6           |
| 3.  | TV 1862 Lörrach (N)  | 6             | 28:40         | 6–6           |
| 4.  | TV Zähringen (N)     | 6             | 33:41         | 4–8           |
| 5.  | TV Hauingen 1883 (N) | zurückgezogen | zurückgezogen | zurückgezogen |

| Legende |                      |
|         | Qualifikation Finale |
|         | Absteiger            |
| (M)     | Titelverteidiger     |
| (N)     | Aufsteiger           |

Halbfinale
|                     | Ergebnis |                    |
| ------------------- | -------- | ------------------ |
| SV Waldhof Mannheim | 20:3     | Freiburger FC      |
| Post SV Mannheim    | 13:7     | TS Beiertheim 1884 |

Spiel um Platz 3
|                    | Ergebnis |               |
| ------------------ | -------- | ------------- |
| TS Beiertheim 1884 | 12:7     | Freiburger FC |

Finale
|                     | Ergebnis |                  |
| ------------------- | -------- | ---------------- |
| SV Waldhof Mannheim | 08:7     | Post SV Mannheim |

### 1940/41
Abschlusstabellen sind derzeit nur aus dem Bereich Oberbaden und Mittelbaden überliefert.
| Pl. | Verein                  | Sp. | Tore    | Punkte |
| --- | ----------------------- | --- | ------- | ------ |
| 1.  | SV Waldhof Mannheim (M) | 14  | 141:400 | 28–00  |
| 2.  | Post SV Mannheim        | 14  | 177:880 | 22–60  |
| 3.  | Turngemeinde Ketsch     | 14  | 110:610 | 21–70  |
| 4.  | TV 1898 Seckenheim      | 14  | 062:900 | 11–17  |
| 5.  | Reichsbahn SG Mannheim  | 14  | 076:129 | 11–17  |
| 6.  | TV 1892 Friedrichsfeld  | 14  | 056:127 | 08–20  |
| 7.  | TV 1862 Weinheim        | 14  | 060:790 | 07–21  |
| 8.  | VfR Mannheim            | 14  | 086:154 | 04–24  |

| Pl. | Verein                  | Sp. | Tore    | Punkte |
| --- | ----------------------- | --- | ------- | ------ |
| 1.  | TS 1861 Mühlburg        | 18  | 165:110 | 31–50  |
| 2.  | TV Rintheim             | 18  | 151:117 | 23–13  |
| 3.  | Reichsbahn SG Karlsruhe | 18  | 142:116 | 22–14  |
| 4.  | Post-SG Karlsruhe       | 18  | 147:150 | 20–16  |
| 5.  | TS 1884 Beiertheim      | 18  | 118:128 | 20–16  |
| 6.  | TV 1890 Grötzingen      | 18  | 159:153 | 17–19  |
| 7.  | Karlsruher TV 1846      | 18  | 115:129 | 15–21  |
| 8.  | Turnerschaft Durlach    | 18  | 108:145 | 12–24  |
| 9.  | TV Linkenheim 1901      | 18  | 092:154 | 10–26  |
| 10. | VfL Grünwinkel          | 18  | 083:790 | 10–26  |

### 1941/42
Abschlusstabelle derzeit nicht überliefert.

### 1942/43
Abschlusstabellen sind derzeit nur aus dem Bereich Mannheim überliefert.
| Pl. | Verein                   | Sp. | Tore    | Punkte |
| --- | ------------------------ | --- | ------- | ------ |
| 1.  | SV Waldhof Mannheim (M)  | 18  | 221:530 | 34–20  |
| 2.  | VfR Mannheim             | 18  | 167:960 | 30–60  |
| 3.  | TV 1898 Seckenheim       | 18  | 148:740 | 27–90  |
| 4.  | Post-SG Mannheim         | 18  | 143:810 | 26–10  |
| 5.  | TV Handschuhsheim        | 18  | 093:116 | 19–17  |
| 6.  | Reichsbahn SG Mannheim   | 18  | 109:134 | 16–20  |
| 7.  | Turnerschaft Käfertal    | 18  | 061:121 | 11–25  |
| 8.  | Jahn Seckenheim          | 18  | 072:158 | 09–27  |
| 9.  | VfL Neckarau             | 18  | 083:140 | 06–30  |
| 10. | KSG TV 1846 Mannheim/MTG | 18  | 034:158 | 02–34  |

### 1943/44
Abschlusstabelle derzeit nicht überliefert.